# John Steppling
John Steppling, nato John C. Steppling (Essen, 8 agosto 1870 – Hollywood, 5 aprile 1932), è stato un attore e regista tedesco naturalizzato statunitense che lavorò nel cinema all'epoca del muto.

## Biografia
Nato in Germania, Steppling emigrò negli Stati Uniti. Nel 1911, a 41 anni, fece il suo debutto sullo schermo in una serie di corti prodotti dalla Essanay di Chicago. La sua carriera di attore cinematografico sarebbe durata fino ai primi anni trenta. L'attore morì a Hollywood nel 1932, all'età di 61 anni.
John Steppling interpretò oltre duecento e cinquanta pellicole. Fu anche regista, dirigendo - nella seconda metà degli anni dieci - sette film. Di uno di questi, Billy the Bandit, scrisse anche la sceneggiatura.
È il nonno del commediografo John Steppling.

## Filmografia
La filmografia è basata su IMDb. Quando manca il nome del regista, questo non viene riportato nei titoli

### Attore

#### 1911
- Tommy, the Canvasser (1911)
- A False Suspicion (1911)
- Too Many Engagements (1911)
- The Hack & Schmidt Bout (1911)
- Winning an Heiress (1911)

#### 1912
- When a Man's Married (1912)
- Cured (1912)
- Teaching a Liar a Lesson, regia di Archer MacMackin (1912)
- All in the Family (1912)
- Sam Simpkins, Sleuth (1912)
- The Doctor (1912)
- His Thrifty Wife (1912)
- In Quarantine (1912)
- After the Reward, regia di Archer MacMackin (1912)
- Billy Changes His Mind (1912)
- The Mis-Sent Letter (1912)
- Billy and the Butler (1912)
- A Guardian's Luck (1912)
- The Butterfly Net, regia di Archer MacMackin (1912)
- Down Jayville Way (1912)
- Cupid's Quartette (1912)
- Mr. Tibbs' Cinderella (1912)
- A Corner in Whiskers (1912)
- The Listener's Lesson (1912)
- Billy McGrath's Love Letters (1912)
- The Mixed Sample Trunks (1912)
- The Adventure of the Button (1912)
- A Little Louder, Please! (1912)
- Well Matched (1912)
- The Redemption of Slivers (1912)
- Terrible Teddy (1912)
- A Mistaken Calling (1912)
- Bringing Father Around (1912)
- The Thrifty Parson (1912)
- Miss Simkins' Summer Boarder (1912)
- The Fisherman's Luck (1912)
- Chains, regia di Archer MacMackin (1912)
- A Money? (1912)
- Alimony (1912)
- The House of Pride, regia di Jack Conway (1912)
- Billy McGrath's Art Career (1912)
- The Stain (1912)
- Almost a Man (1912)
- Giuseppe's Good Fortune (1912)
- Love Through a Lens (1912)
- Bill Mixes with His Relations (1912)

#### 1913
- The Heiress (1913)
- Here's Your Hat (1913)
- Alkali Ike in Jayville, regia di E. Mason Hopper (1913)
- The Voice of Giuseppe (1913)
- The Melburn Confession (1913)
- Hypnotism in Hicksville (1913)
- Love and Lavallieres (1913)
- Don't Lie to Your Husband (1913)
- Odd Knotts (1913)
- The Girl in the Case (1913)
- The Gum Man (1913)
- Lady Audley's Jewels (1913)
- Billy McGrath on Broadway (1913)
- The Trail of the Itching Palm (1913)
- The Will-Be Weds (1913)
- The Wardrobe Lady (1913)
- Found Out (1913)
- The Capture, regia di E. Mason Hopper (1913)
- The Rival Salesmen (1913)
- Cousin Jane (1913)
- Cousin Bill (1913)
- Boosting Business (1913)
- Into the North, regia di Theodore Wharton (1913)
- On the Job (1913)
- Their Baby (1913)
- Let No Man Put Asunder (1913)
- The Star (1913)
- Anonymous Love (1913)
- King Robert of Sicily (1913)
- Tess of the D'Urbervilles, regia di J. Searle Dawley (1913)

#### 1914
- When Ursus Threw the Bull (1914)
- Twixt Love and Flour, regia di Al E. Christie (1914)
- His Royal Pants, regia di Al Christie (1914)
- Scooped by a Hencoop, regia di Al Christie (1914)
- One of the Finest, regia di Al Christie (1914)
- She Was Only a Working Girl, regia di Albert E. Christie (1914)
- The Wrong Miss Wright, regia di Al Christie (1914)
- When the Girls Joined the Force, regia di Al Christie (1914)
- In the Footprints of Mozart, regia di Thomas Ricketts – cortometraggio (1914)
- Mein Lieber Katrina – cortometraggio (1914)
- Jim, regia di Thomas Ricketts (1914)
- Blue Knot, King of Polo, regia di Thomas Ricketts (1914)
- The Little House in the Valley, regia di Thomas Ricketts (1914)
- Mein Lieber Katrina Catches a Convict, regia di Thomas Ricketts – cortometraggio (1914)
- The Lure of the Sawdust, regia di Thomas Ricketts – cortometraggio (1914)
- The Broken Barrier, regia di Thomas Ricketts (1914)
- All on Account of a Jug, regia di Tom Ricketts – cortometraggio (1914)
- At the End of a Perfect Day, regia di Thomas Ricketts – cortometraggio (1914)
- The Widow, regia di Thomas Ricketts – cortometraggio (1914)
- The Butterfly, regia di Thomas Ricketts – cortometraggio (1914)
- False Gods, regia di Thomas Ricketts (1914)
- This Is th' Life, regia di Henry Otto – cortometraggio (1914)
- Down by the Sea, regia di Thomas Ricketts – cortometraggio (1914)
- Daylight, regia di Thomas Ricketts – cortometraggio (1914)
- The Final Impulse, regia di Thomas Ricketts – cortometraggio (1914)
- The Ruin of Manley, regia di Thomas Ricketts – cortometraggio (1914)
- A Slice of Life, regia di Tom Ricketts e William Desmond Taylor – cortometraggio (1914)
- The Stolen Masterpiece, regia di Thomas Ricketts – cortometraggio (1914)
- The Beggar Child, regia di William Desmond Taylor – cortometraggio (1914)
- When a Woman Waits, regia di Henry Otto (1914)

#### 1915
- The Alarm of Angelon, regia di Henry Otto – cortometraggio (1915)
- Restitution, regia di Henry Otto – cortometraggio (1915)
- The Crucifixion of Al Brady, regia di Henry Otto – cortometraggio (1915)
- Silence, regia di Henry Otto – cortometraggio (1915)
- Justified, regia di Henry Otto – cortometraggio (1915)
- Saints and Sinners regia di Henry Otto (1915)
- The Decision, regia di Henry Otto (1915)
- The Derelict, regia di Henry Otto (1915)
- The Truth of Fiction, regia di Henry Otto (1915)
- Ancestry, regia di Henry Otto (1915)
- Reformation, regia di Henry Otto (1915)
- His Brother's Debt, regia di Henry Otto (1915)
- The Problem, regia di Harry A. Pollard – cortometraggio (1915)
- The Wishing Stone, regia di Henry Otto (1915)
- The Castle Ranch, regia di Henry Otto – cortometraggio (1915)
- Wife Wanted, regia di Henry Otto (1915)
- One Summer's Sequel, regia di Henry Otto (1915)
- The Face Most Fair, regia di Frank Cooley – cortometraggio (1915)
- The Broken Window, regia di Henry Otto (1915)
- The Greater Strength, regia di Henry Otto (1915)
- Reprisal, regia di Henry Otto (1915)
- The Resolve, regia di Henry Otto (1915)
- The Guiding Light, regia di Henry Otto – cortometraggio (1915)
- His Obligation, regia di William Bertram (1915)
- By Whose Hand?, regia di Henry Otto (1915)
- The High Cost of Flirting, regia di W.H. Burton (come William Burton) (1915)
- The Zaca Lake Mystery, regia di Henry Otto (1915)
- Wait and See, regia di William Bertram (1915)
- The Deception, regia di Henry Otto (1915)
- Detective Blinn, regia di Henry Otto (1915)
- Comrades Three, regia di Henry Otto (1915)
- Love and Labor, regia di John Steppling (1915)
- The Jilt, regia di Henry Otto (1915)
- What's in a Name?
- Mixed Wires, regia di Henry Otto (1915)
- Uncle Heck, by Heck!, regia di John Steppling – cortometraggio (1915)
- A Bully Affair
- When His Dough Was Cake, regia di James Douglass – cortometraggio (1915)
- Cats, Cash and a Cook Book
- Aided by the Movies
- An Auto-Bungalow Fracas
- Billy Van Deusen's Campaign
- The Drummer's Trunk
- Billy Van Deusen and the Merry Widow
- Pretenses
- Billy Van Deusen's Last Fling
- A Girl, a Guard, and a Garret
- Making a Man of Johnny
- Kiddus, Kids and Kiddo

#### 1916
- Billy Van Deusen's Shadow
- Johnny's Birthday
- Billy Van Deusen's Wedding Eve
- Billy Van Deusen and the Vampire
- The Battle of Cupidovitch
- Too Much Married, regia di John Francis Dillon (1916)
- Johnny's Jumble
- Billy Van Deusen's Muddle
- Peanuts and Powder
- Number Please?
- Bugs and Bugles
- Billy Van Deusen's Ancestry
- Skelly's Skeleton
- Billy Van Deusen's Fiancee
- Adjusting His Claim
- The Comet's Come-Back
- Billy Van Deusen's Operation
- Billy Van Deusen's Egg-Spensive Adventure
- The House on Hokum Hill
- When Adam Had 'Em
- Billy Van Deusen's Masquerade
- Two Slips and a Miss
- In the Land of the Tortilla
- Gamblers in Greenbacks
- Dare-Devils and Danger
- Billy Van Deusen, Cave Man
- That Sharp Note
- Miss Jackie of the Navy, regia di Harry A. Pollard (1916)

#### 1917
- The Butterfly Girl, regia di Henry Otto (1917)
- The Promise, regia di Jay Hunt (1917)
- A Menagerie Mix-Up
- The Hobo Raid
- A Day Out of Jail
- Seaside Romeos
- The Girl Who Couldn't Grow Up, regia di Harry A. Pollard (1917)
- Politics in Pumpkin Center
- The Boot and the Loot
- The Onion Magnate's Revenge
- A Bathtub Bandit, regia di Alfred Santell (1917)

#### 1918
- A Man's Man, regia di Oscar Apfel (1918)
- The Guilty Man
- Restitution, regia di Howard Gaye (1918)
- Good Night, Paul
- Cupid by Proxy, regia di William Bertram (1918)
- Johanna Enlists, regia di William Desmond Taylor (1918)
- The Road Through the Dark, regia di Edmund Mortimer (1918)
- A Lady's Name

#### 1919
- Life's a Funny Proposition
- The Rescuing Angel
- The Divorce Trap, regia di Frank Beal (1919)
- Fools and Their Money
- Lombardi, Ltd., regia di Jack Conway (1919)
- Luck in Pawn

#### 1920
- Live Sparks, regia di Ernest C. Warde (1920)
- The Inferior Sex, regia di Joseph Henabery (1920)
- The Heart of a Child, regia di Ray C. Smallwood (1920)
- Number 99, regia di Ernest C. Warde (1920)
- Sick Abed, regia di Sam Wood (1920)
- The County Fair, regia di Edmund Mortimer e Maurice Tourneur (1920)
- The Husband Hunter, regia di Howard M. Mitchell (1920)
- Madame Peacock, regia di Ray C. Smallwood (1920)
- Billions, regia di Ray C. Smallwood (1920)

#### 1921
- Black Beauty, regia di David Smith (1921)
- Il figlio adottivo (Nobody's Kid), regia di Howard C. Hickman (1921)
- The Silver Car, regia di David Smith (1921)
- Garments of Truth, regia di George D. Baker (1921)
- The Hunch, regia di George D. Baker (1921)

#### 1922
- Extra! Extra!, regia di William K. Howard (1922)
- Glass Houses, regia di Harry Beaumont (1922)
- Too Much Business, regia di Jess Robbins (1922)
- Confidence, regia di Harry A. Pollard (1922)
- The Sin Flood , regia di Frank Lloyd (1922)

#### 1923
- Bell Boy 13, regia di William A. Seiter (1923)
- What a Wife Learned, regia di John Griffith Wray (1923)
- The Man Next Door, regia di Victor Schertzinger (1923)
- A Man's Man, regia di Oscar Apfel (1923)
- Going Up, regia di Lloyd Ingraham (1923)
- Let's Go, regia di William K. Howard (1923)

#### 1924
- The Dramatic Life of Abraham Lincoln
- The Breathless Moment
- The Galloping Fish, regia di Del Andrews (1924)
- The Reckless Age
- Fools in the Dark, regia di Alfred Santell (1924)
- The Fast Worker, regia di William A. Seiter (1924)
- A Cafe in Cairo

#### 1925
- Soft Shoes , regia di Lloyd Ingraham (1925)
- Eve's Lover, regia di Roy Del Ruth (1925)
- California Straight Ahead, regia di Harry A. Pollard (1925)

#### 1926
- Ragione per cui (Memory Lane), regia di John M. Stahl (1926)
- High Steppers, regia di Edwin Carewe (1926)
- The Better Man, regia di Scott R. Dunlap (1926)
- Collegiate, regia di Del Andrews (1926)

#### 1927
- Her Father Said No, regia di Jack McKeown (1927)
- California or Bust, regia di Phil Rosen (1927)
- The Gay Old Bird, regia di Herman C. Raymaker (1927)
- God's Great Wilderness, regia di David Hartford (1927)
- Wedding Bill$, regia di Erle C. Kenton (1927)
- By Whose Hand?, regia di Walter Lang (1927)

#### 1928
- Their Hour, regia di Alfred Raboch (1928)

#### 1932
- L'uomo che ho ucciso (Broken Lullaby), regia di Ernst Lubitsch (1932)

### Regista
- Love and Labor – cortometraggio (1915)
- What's in a Name?
- Uncle Heck, by Heck! – cortometraggio (1915)
- A Charming Villain
- Billy the Bandit
- The Beauty Doctor
- A Box of Tricks